# Église Saint-Pierre-aux-Liens d'Éget
L'église Saint-Pierre-aux-Liens d'Éget est une église catholique située à Aragnouet, dans le département français des Hautes-Pyrénées en France.

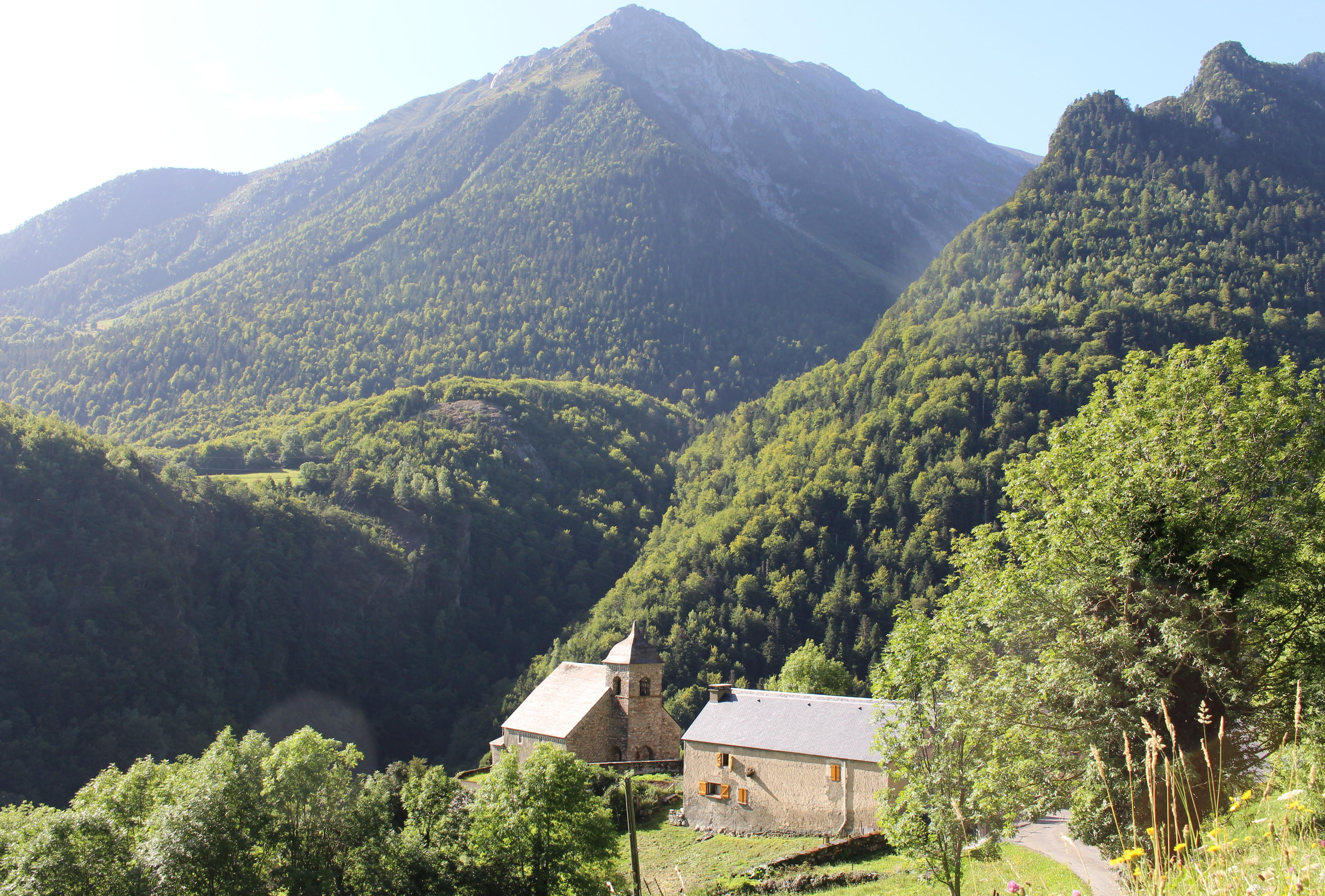

## Localisation
L'église Saint-Pierre-aux-Liens est située au hameau d'Éget-Village au-dessus d'Éget-Cité.

## Toponymie
Le vocable de l'église Saint-Pierre-aux-Liens rappelle l'évasion miraculeuse de saint Pierre de la prison Mamertine, dont il fut délivré par un ange.

## Historique
Jusqu'au XIe siècle, cette église était le siège d'une cure principale avec deux annexes a Aragnouet et Tramezaigues.

L'église a été bâtie à l'époque romane, elle fut agrandie par la suite pour les besoins de la paroisse en raison de l'augmentation de la population. La sacristie au nord fut construite au cours du XVIe siècle ou du XVIIe siècle.
Au XIXe siècle, l'église en mauvais état fut l'objet d'une campagne de reconstruction à l'initiative du maire de la commune et du curé. Deux inscriptions au-dessus de la porte mentionnent leurs noms et l'année 1833.

## Architecture
Le plan de l'église est simple d'une nef unique couverte d'une charpente en bois prolongée par une abside semi-circulaire voûtée en cul-de-four avec une sacristie au nord. À l'extérieur le clocher-porche couvert d'un toit à l'impériale.
Dans les années 1670-1680, Pierre Bacqué réalisa le retable architecturé du maître-autel.

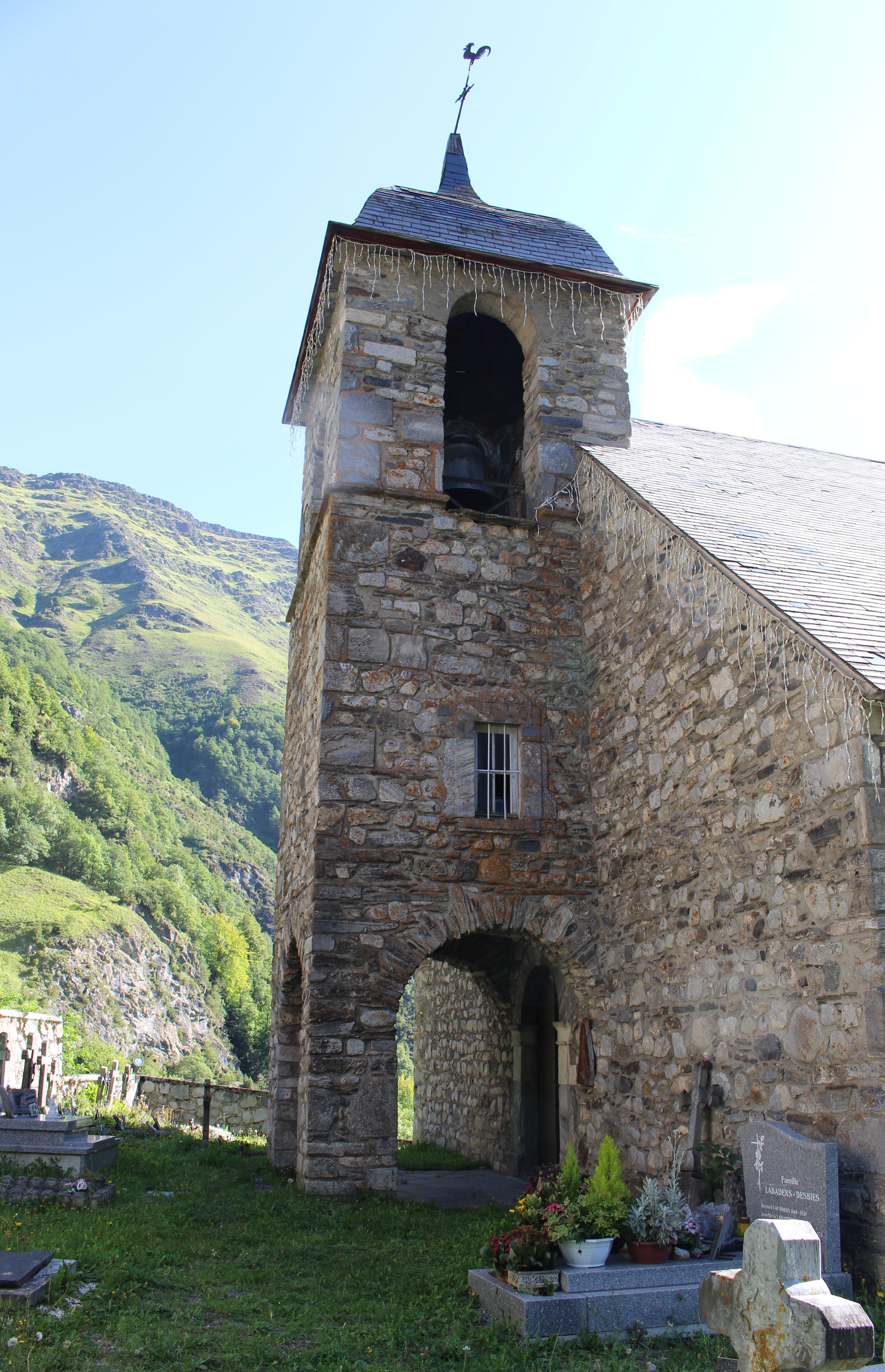
Clocher et porche.
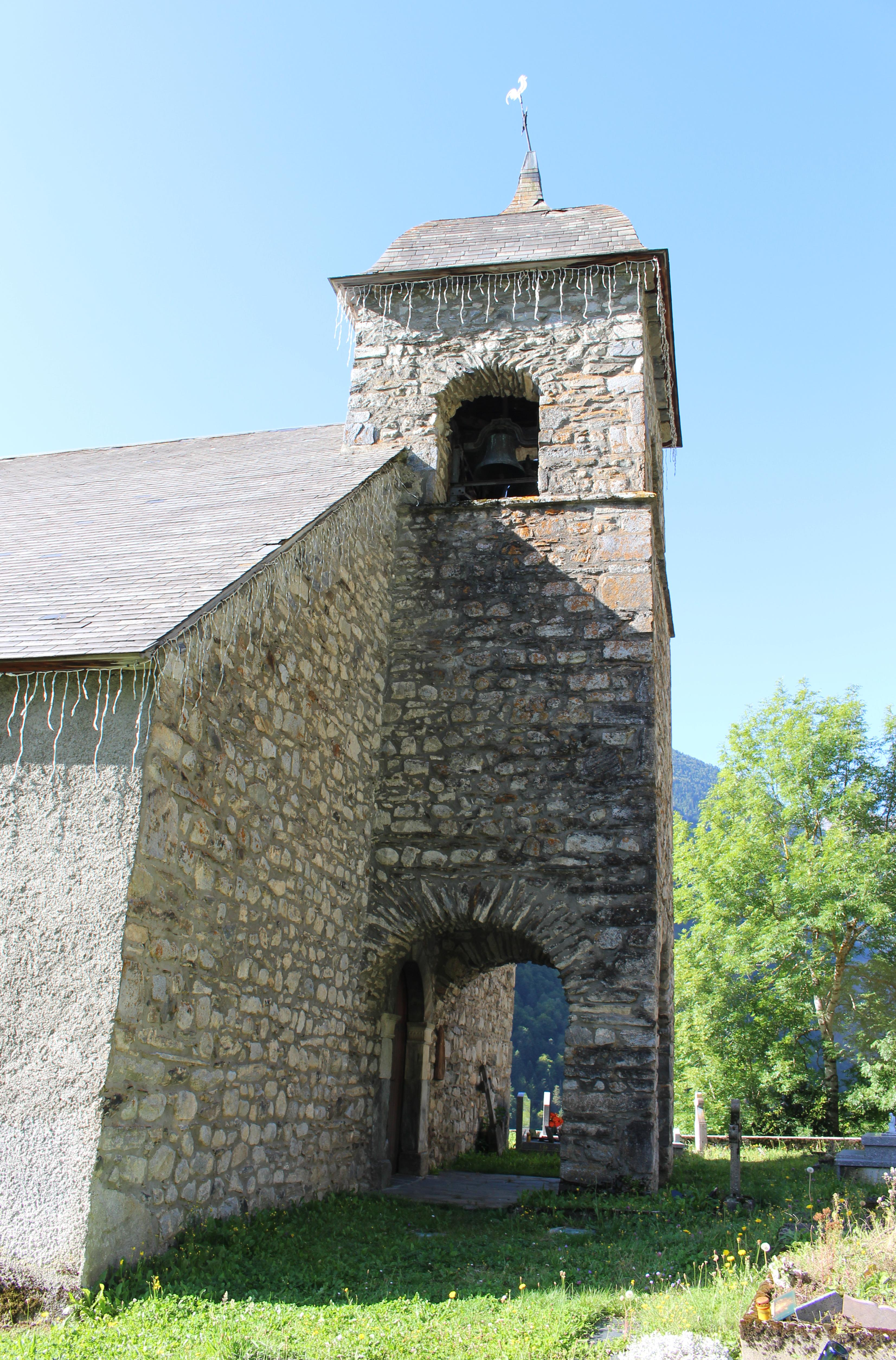
Clocher et porche.
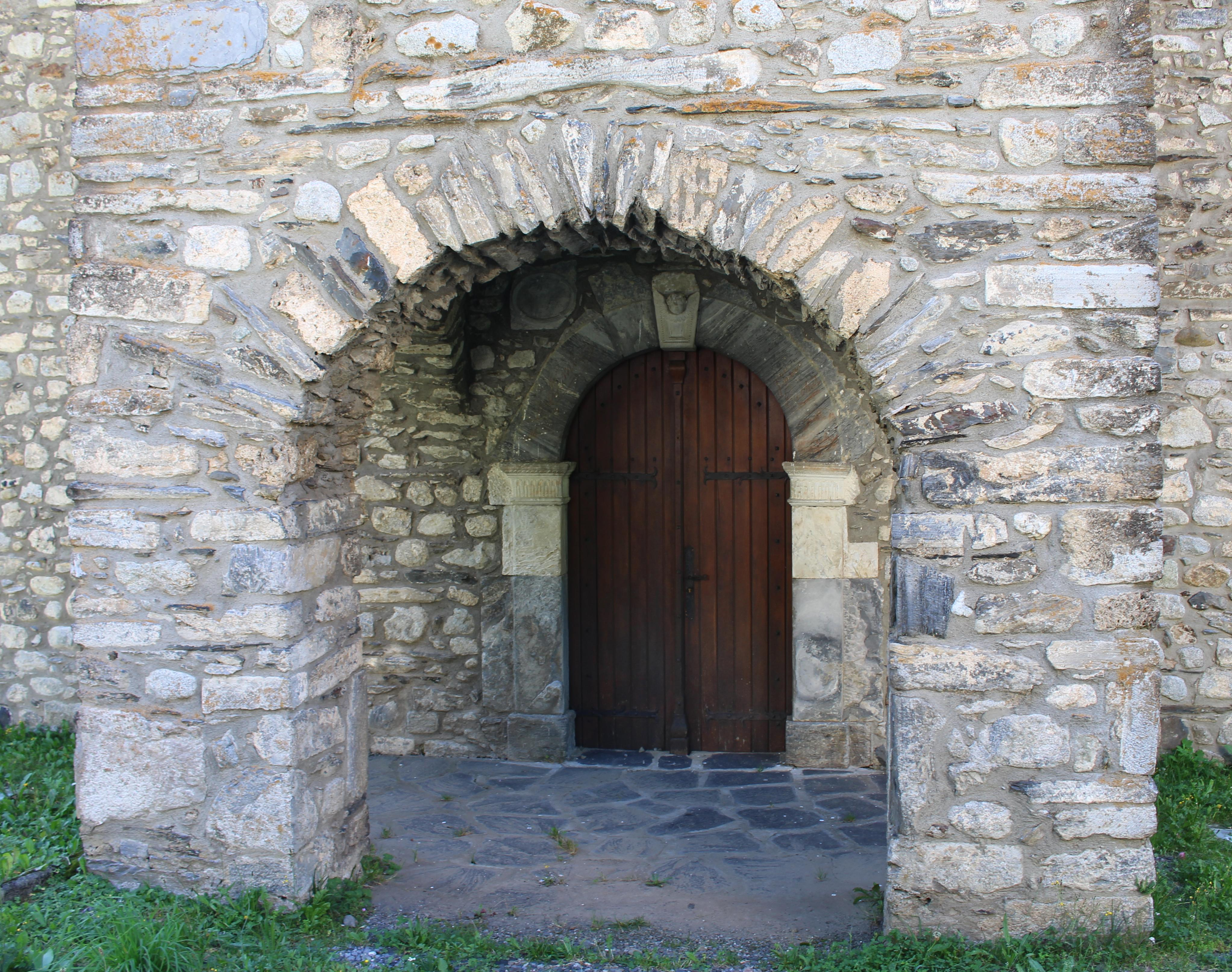
Porche d'entrée.
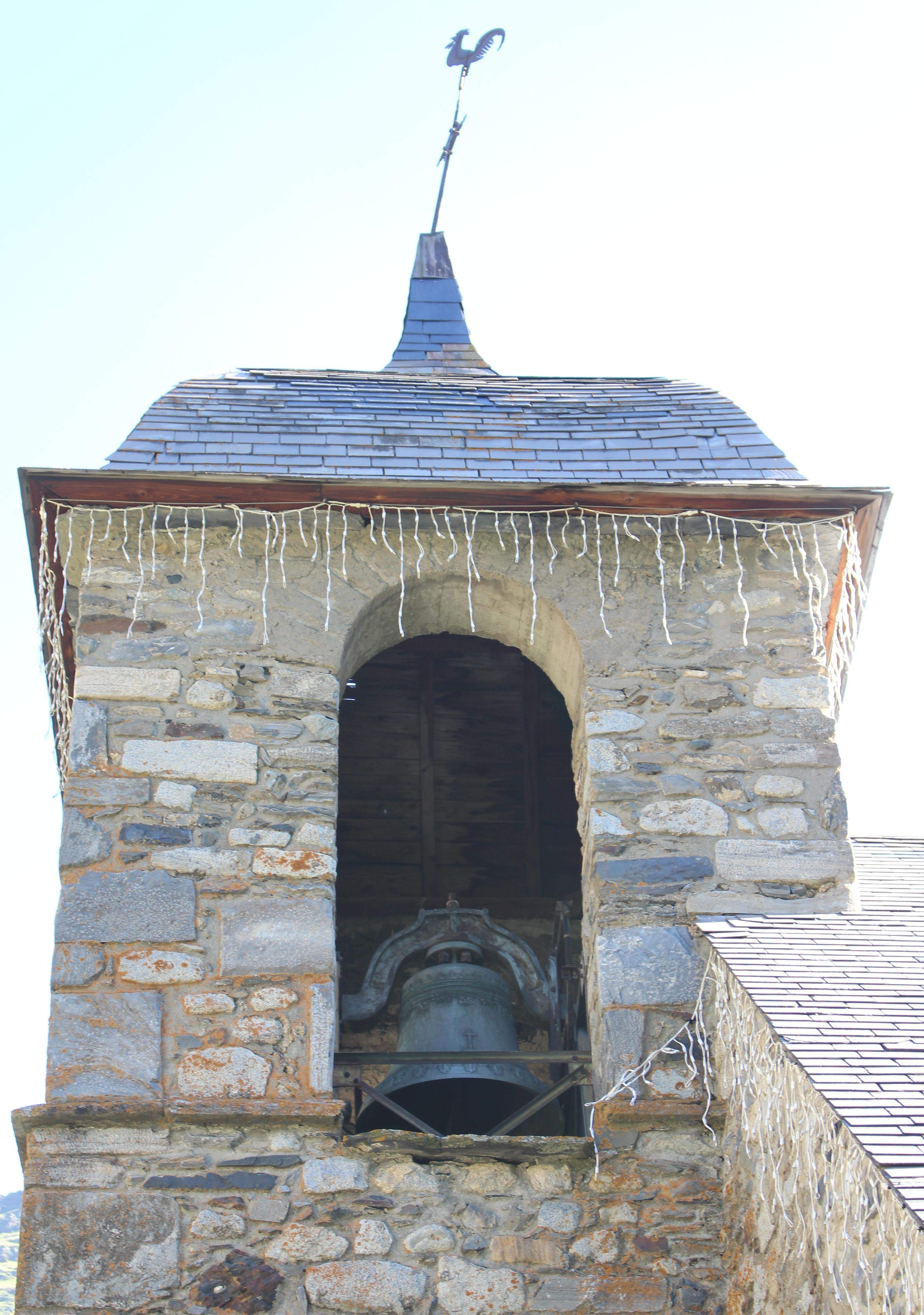
Clocher.